# 700'erne
Århundreder: 7. århundrede – 8. århundrede – 9. århundrede
Årtier: 650'erne 660'erne 670'erne 680'erne 690'erne – 700'erne – 710'erne 720'erne 730'erne 740'erne 750'erne
År: 700 701 702 703 704 705 706 707 708 709

## Begivenheder
- En handelsplads anlægges ved Ribe Å. Denne udvikler sig efterhånden til byen og købstaden Ribe, der dermed er en af Danmarks allerældste byer.